# Papanteles virbius
Papanteles virbius är en stekelart som först beskrevs av Nixon 1965.  Papanteles virbius ingår i släktet Papanteles och familjen bracksteklar. Inga underarter finns listade i Catalogue of Life.